# TO-92

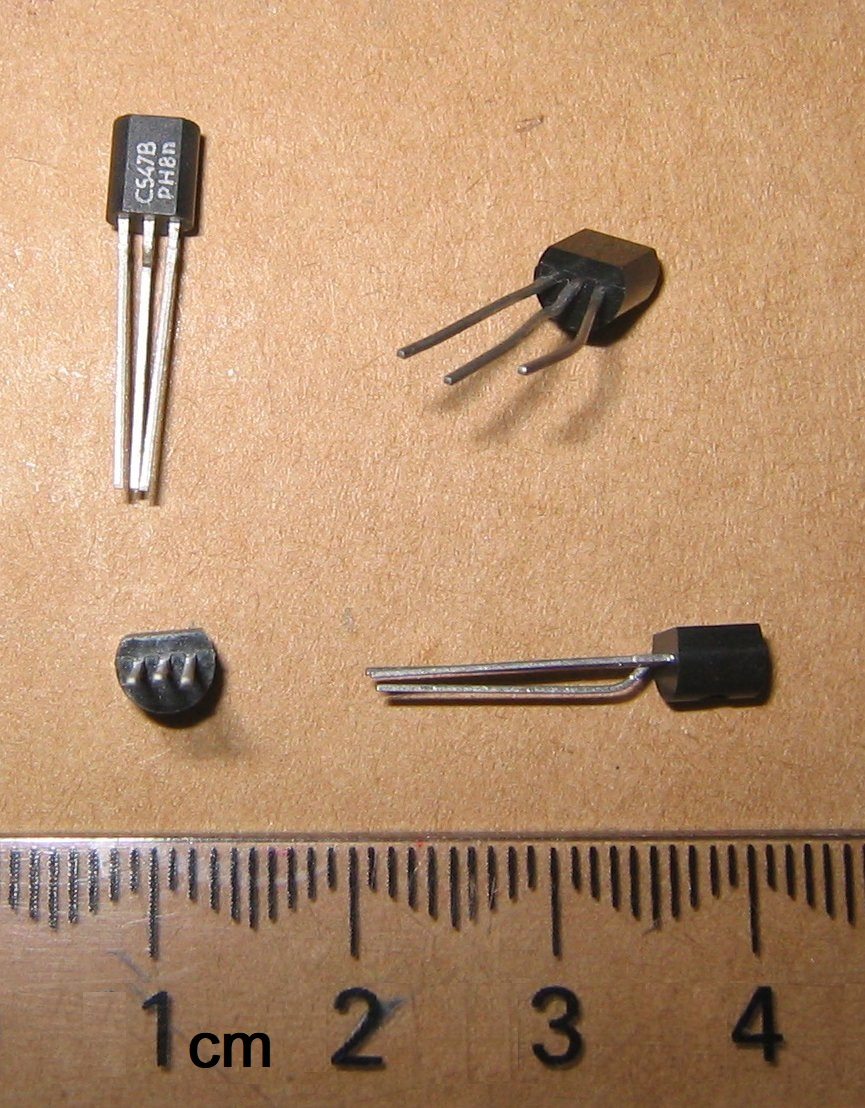
Pouzdro TO-92

Čelní pohled

Pohled zezadu

TO-92 je široce používané pouzdro pro polovodičové součástky. Obvykle bývá vyrobeno z  plastické hmoty.

## Původ názvu
Název JEDEC TO-92 je odvozen z plného názvu pouzdra: Transistor Outline Package, Case Style 92.

## Popis
Čelní strana pouzdra je plochá a obsahuje označení součástky, která je v něm zapouzdřena. Průměr pouzdra musí podle normy ležet v rozsahu 4,96 mm až 5,2 mm. Výška musí být od 4,58 mm do 5,33 mm. Rozměr pouzdra od zadní části k čelní plošce musí být minimálně 3,94 mm a maximálně 4,19 mm. 
Kovové vývody součástky vyčnívají z dolní strany pouzdra a musí být minimálně 12,7 mm dlouhé. Pouzdro se velmi často používá pro pouzdření tranzistorů malého výkonu. Při pohledu na čelo tranzistoru bývá obvykle na levé straně emitor, uprostřed báze a napravo kolektor, ale není to pravidlem.
Osy sousedních vývodů, vyčnívajících z pouzdra, jsou ve vzdálenosti 1,15 mm až 1,39 mm.

## Výhody a nevýhody
Zavedení plastových pouzder znamenalo snížení nákladů na výrobu tranzistorů, protože původně používaná kovová pouzdra byla dražší. Plast je levnější materiál než kov a plastová pouzdra se dají lacino vyrábět ve velkém vstřikovacím lisu.
Hlavní nevýhodou tohoto typu pouzdra je špatný odvod tepla ze součástky, protože rozměry pouzdra jsou malé a plast má obvykle horší tepelnou vodivost než kov. Součástka zapouzdřená v tomto malém pouzdře nemůže rozptýlit tolik tepla, jako např. součástka ve větším pouzdře TO-220, které obyčejně má v zadní části i kovovou plošku.

## Některé tranzistory v pouzdře TO-92
- 2N3904 – bipolární tranzistor NPN
- 2N3906 – bipolární tranzistor PNP
- 2N2222 – bipolární tranzistor NPN
- 2SC945 – bipolární tranzistor NPN (1 emitor, 2 kolektor, 3 báze)[2]

## Další součástky v pouzdře TO-92
- 78L05, 79L05, 78L12, 79L12 – stabilizátory napětí
- DS18B20 - digitální teploměr
- MK484 – obvod pro přijímače AM
- LM35 – převodník teplota/napětí
- TL431 – napěťová reference
- TCR1AM – triak